# Fürstenau, Graubünden
Fürstenau (rätoromanska: Farschno) är en ort och kommun i regionen Viamala i kantonen Graubünden, Schweiz. Kommunen har 349 invånare (2023). Den ligger på östra sidan av floden Hinterrheins dalgång, och består av två delar: 
- Huvudbyn Fürstenau, som fick köpingsrättigheter 1354, varför kommunen marknadsför sig som "världens minsta stad". Bebyggelsen i byn har inte förändrats sedan 1800-talet, och betraktas därför som en sevärdhet i sig.
- Byn Fürstenaubruck, en knapp kilometer söder om huvudbyn. Det är en gammal tullort i anslutning till bron över floden Albulas utlopp i Hinterrhein, men den förlorade sin betydelse när den nya huvudvägen i dalen byggdes på västra sidan av Hinterrhein.

## Språk
Det traditionella språket var sutsilvansk rätoromanska. Redan under medeltiden fick tyska språket inpass, men helt förtyskad kan kommunen inte sägas ha blivit förrän efter 1800-talets slut.

## Religion
Kyrkan är sedan 1530 reformert. Den katolska minoriteten söker kyrka i grannbyn Almens.

## Utbildning
Låg- och mellanstadieskolan är tyskspråkig. Högstadieeleverna går i grannkommunen Sils.

## Arbetsliv
Av de förvärvsarbetande är det bara en fjärdedel som har sin utkomst i den egna kommunen. De främsta utpendlingsmålen är den närbelägna distriktshuvudorten Thusis och kantonshuvudstaden Chur.